# Cetotherium
Cetotherium foi um dos primeiros membros dos Mysticeti, que são mais comumente conhecidos como baleias de barbatanas. As primeiras baleias eram predadores que tinham dentes pontiagudos para capturar e matar outras criaturas marinhas, como peixes e até outros mamíferos. Baleias posteriores, como Cetotherium, se diversificaram para aproveitar uma fonte alternativa de alimento e desenvolveram barbatanas para retirar pequenos organismos da água. Embora pequenos, esses organismos teriam sido capturados em quantidades tais que forneceriam amplo sustento para uma criatura tão grande. Devido à sua preferência alimentar, Cetotherium teria ficado bem perto da superfície do oceano onde estaria sua principal fonte de alimento. No entanto, apesar de seu tamanho, este era um nível de água muito perigoso devido à presença de predadores verdadeiramente gigantescos como o tubarão megalodon e até mesmo outras baleias como Livyatan. Danos de compressão nas vértebras de algumas baleias sugerem fortemente que esses predadores mergulhariam fundo e então olhariam para cima em sua presa alvo, que teria sido recortada contra a luz da superfície.